# Factor de filtro
En fotografía, el factor de filtro es un número por el que tenemos que multiplicar el tiempo de exposición normal para compensar el uso del filtro fotográfico de un material y una fuente de iluminación concretos. Este factor compensa la absorción de luz por parte de un filtro.

## Conversión entre factores de filtro y pasos
La siguiente tabla, ilustra la relación mediante los factores de filtro, la cantidad de luz que pasa a través del filtro y el número de pasos que le corresponden.
| Factor de filtro | Proporción de luz transmitida(1/FF) | Número de pasos |
| 1                | 95–100%                             | 0               |
| 1.3              | 75% (3/4)                           | 1⁄3             |
| 1.4              | 70%                                 | 1⁄2             |
| 1.5              | 67% (2/3)                           | 2⁄3             |
| 2                | 50% (1/2)                           | 1               |
| 2.5              | 40% (2/5)                           | 1⁄3             |
| 3                | 33% (1/3)                           | 12⁄3            |
| 4                | 25% (1/4)                           | 2               |
| 8                | 12.5% (1/8)                         | 3               |
| 16               | 6.25% (1/16)                        | 4               |

## Cálculo del incremento de exposición
La cantidad de pasos del número-f necesarios para corregir la exposición con el uso de un filtro, se calcula mediante la siguiente fórmula:
{\textstyle Factordefiltro=2^{x}}
Donde X es el número de pasos del número-f que hay que aumentar.

## Factores de filtro con filtros normales
La tabla siguiente da diferentes cifras para los factores de filtro según los filtros fotográficos más comunes.
Cabe destacar que los factores de filtro dependen en gran medida de la curva de respuesta espectral que utiliza la película fotográfica. Por este motivo, es preferible utilizar los factores de filtro proporcionados por los fabricantes de películas antes que los proporcionados en la siguiente tabla. También es necesario tener en cuenta que estos factores corresponden con la temperatura de color del día (5600K), no aplicable a cualquier condición lumínica.
| Tipos de filtro               | Número Wratten | Factor de filtro | Otras designaciones |
| Ultravioleta                  |                | 1                | UV(0)               |
| Skylight                      | 1A or 1B       | 1                | KR1.5               |
| Filtros de contraste          |                |                  |                     |
| Amarillo                      | 8              | 2                | Y, K2, Y48, 022     |
| Amarillo-Verde                | 11             | 2.5              | X0                  |
| Naranja                       | 21             | 3                |                     |
| Rojo                          | 25             | 8                | A, 090, R2          |
| Rojo oscuro                   | 29             | 20               | F, 091              |
| Verde                         | 58             | 4                | X1                  |
| Infrarrojo                    | 89B            | 16               | R72                 |
| Infrarrojo                    | 70             | 20-40            | 092                 |
| Conversión de color (azul)    |                |                  |                     |
| 3200 K a 5500 K               | 80A            | 4                | KB15                |
| 3400 K a 5500 K               | 80B            | 3                | KB12                |
| 3800 K a 5500 K               | 80C            | 2                | KB6                 |
| Filtros cálidos               |                |                  |                     |
| 3400 K a 3200 K               | 81A            | 1.4              | A2                  |
| 3500 K a 3200 K               | 81B            | 1.4              |                     |
| 3600 K a 3200 K               | 81C            | 1.4              | KR3                 |
| 3700 K a 3200 K               | 81D            | 1.5              |                     |
| 3850 K a 3200 K               | 81EF           | 1.5              | KR6                 |
| Filtros frios                 |                |                  |                     |
| 3000 K a 3200 K               | 82A            | 1.3              | B2, KB1.5           |
| 2900 K a 3200 K               | 82B            | 1.5              |                     |
| 2800 K a 3200 K               | 82C            | 1.5              | KB3                 |
| Conversión de color (naranja) |                |                  |                     |
| 5500 K a 3400 K               | 85 / 85A       | 1.6              | KR12                |
| 5500 K a 3200 K               | 85B            | 1.6              | KR15                |
| 5500 K a 3800 K               | 85C            | 1.3              |                     |
| Densidad neutra               |                |                  |                     |
| 0.3                           | 96             | 2                | NDx2                |
| 0.6                           | 96             | 4                | NDx4                |
| 0.9                           | 96             | 8                | NDx8                |
| 3.0                           | 96             | 1000             | NDx1000             |
| Polarizadores                 |                |                  |                     |
| Polarizador lineal            |                | 3 a 4            | PL or LP            |
| Polarizador circular          |                | 3 a 4            | PL-Cir, C-PL, CP    |